# Chateau Marmont (groupe)
 (juillet 2013).
Si vous disposez d'ouvrages ou d'articles de référence ou si vous connaissez des sites web de qualité traitant du thème abordé ici, merci de compléter l'article en donnant les références utiles à sa vérifiabilité et en les liant à la section « Notes et références ».
Pour les articles homonymes, voir Marmont.
Chateau Marmont est un groupe français de musique électronique, originaire de Paris. Il est constitué à l'origine de quatre Français originaires de Tarbes : Raphael Vialla, Julien Galinier, Guillaume De Maria et Angy Laperdrix qui quitta le groupe début 2012.

## Historique
À sa création en 2005, le groupe possède un style rock qui sonne années 1970 et utilise déjà abondamment les synthétiseurs analogiques qui constituent leur marque de fabrique. En 2007, le groupe est repéré par Steve Lamacq, DJ de la BBC, grâce au morceau Only Diamonds.
Ils évoluent progressivement vers un style plus électronique avec des morceaux comme Planaerox et Solar Apex. Ils se mettent à remixer des morceaux de groupes proches d'eux : Koko von Napoo, Poney Poney ou encore Axe Riverboy. Mais c'est leur remix des australiens de Midnight Juggernauts sur le single Into the Galaxy qui va résonner dans les télévisions puisqu'il servira de coming-next au Grand Journal de Canal+. Ils se rapprochent ainsi du label Institubes sur lequel ils sortent, en février 2009, leur premier maxi, Solar Apex. Ils se font ainsi une réputation de remixeurs (La Roux, Heartsrevolution, Ladyhawke, Peter Bjorn and John, Röyksopp). Alizée fait appel à eux pour produire son quatrième album, Une enfant du siècle qui sort en mars 2010. Leur deuxième EP 4 titres, Nibiru, sort en mars 2010.
Leur premier album, The Maze, sort le 27 mai 2013 en France sur leur label Chambre404. Il a été conçu et enregistré dans le studio parisien du groupe (où se déroulent également les expérimentations de leur propre label, Chambre 404 – sur lequel on retrouve Exotica, Glass Figure, ou encore Stella Le Page).
Après le départ de Guillaume De Maria, c'est en 2015 que le groupe - alors devenu duo - fait son retour avec l'album Sound of Shambala. L'album s'appuie sur des visuels inspirés du numérique et de l'hindouisme réalisés par Marion Dupas. On retrouve des collaborations avec twinsmatic, Stella le Page, Steffaloo, Rouge Mary et Alex Gopher.

## Discographie

### Remixes
- Jacno - Main Dans La Main Cover (2011 - Polydor)
- Cascadeur - Walker Namibie Remix & Walker Mephedrone Remix (2011 - Mercury)
- Röyksopp - The Girl & The Robot (2009 - EMI)
- Datarock - Give it up remix (2009 - Nettwerk)
- Koko Von Napoo - Polly remix (2009 - Trouble Records)
- Peter Bjorn and John - Lay it Down remix (2009 - Wichita)
- Heartsrevolution - Ultraviolence remix (2008 - Kitsuné)
- La Roux - Quicksand remix (2008 - Kitsuné)
- Ladyhawke - My Delirium remix (2008 - Modular)
- Midnight Juggernauts - Into The Galaxy remix (2008 Institubes)
- Axe Riverboy - Carry On remix (2007 JVC)
- Tahiti 80 - All Around remix (2008 - JVC Japan)
- Poney Poney - Junior remix (2008 Perspex)
- Peter & The Magician - On My Brain (2013 - Partyfine)
- Francis Rimbert - Ballades à Géménos
- Glass Figure - I need you now (2013 - Chambre404)
- Jannick Top & Roland Romanelli - Helium 111
- Miss Kittin - Maneki Neko (2014 - wSphere)
- Principles of Geometry - Americhael
- Chrome Canyon - Generations
- Doja Cat - So High
- Joey Bada$$ - Teach Me How to Dance